# Markersdorf (Szászország)
Markersdorf település Németországban, azon belül Szászország tartományban. Lakosainak száma 3819 fő (2023. december 31.).

## Népesség
A település népességének változása:
| Lakosok száma | 3926 | 3907 | 3852 | 3848 | 3819 |
|               | 2017 | 2019 | 2021 | 2022 | 2023 |